# 歐陽席
歐陽席（1481年—1543年），字崇珍，號西洲，江西吉安府泰和縣人，明朝政治人物。

## 生平
治《易經》，行四，由國子生中式弘治十七年（1504年）江西鄉試第五十名舉人，年二十八歲中式正德三年（1508年）戊辰科會試第九十八名，第二甲第五十四名進士。初授南京工部主事，進郎中，分署真州。
正德十年（1515年）考察，以才力不及降一级调外任，降澧州同知，遷夔州府同知，引疾自免。不久，擢雲南副使，征讨雲南土舍安金有功，升辽东苑马寺卿，嘉靖十八年（1539年）十一月擢廣東按察使。平交趾有功，二十年（1541年）二月官至福建右布政使。二十二年卒于官。

## 家族
曾祖歐陽廣湧。祖歐陽時昇。父歐陽鶚。母劉氏。具庆下，兄輅、曆、冕、弟爕、時、育、歐陽鐸（同科进士）。